# Michael Allen (navigateur aérien)
Pour les articles homonymes, voir Michael Allen et Allen.
Michael Allen, né le 15 mars 1923 à Croydon et mort le 6 juin 2001, est un navigateur aérien et opérateur radar britannique de la Royal Air Force (RAF). Durant la Seconde Guerre mondiale, il participe, avec son pilote Harold White, à des dizaines de missions de chasse de nuit. Ils abattront au-moins 12 avions allemands. Ils reçoivent tous deux la Distinguished Flying Cross, accompagnée de deux barrettes. Il publie en 1999 Pursuit Through Darkened Skies: An Ace Night-fighter Crew in World War II, un livre qui retrace ses exploits et l'utilisation du radar pour l'aviation durant la guerre. 

## Jeunesse
Michael Seamer Allen naît le 15 mars 1923 à Croydon, dans le Surrey,. Il étudie au Hurstpierpoint College et suit des études de génie mécanique en cours du soir. Après ses études, il rejoint Fairey Aviation Company en tant qu'apprenti. En 1939, il souhaite s'engager dans la Royal Air Force mais son employeur ne souhaite pas le perdre, prétextant qu'il est indispensable. Son père, travaillant également dans le domaine aéronautique, persuade Fairey de laisser son fils s'engager,. Michael rejoint finalement la force aérienne britannique en juin 1941.

## Seconde Guerre mondiale
Michael devient navigateur aérien. Après deux mois, il devient coéquipier du pilot officer Harold White au No. 54 Operational Training Unit RAF à RAF Church Fenton,. Ils sont formés à des opérations de nuit et resteront coéquipiers jusqu'en mai 1945. La RAF tend à ne pas changer les équipages, les missions de nuit demandant une grande coordination entre le pilote et le navigateur. Michael est formé à l'utilisation des radars, fraichement introduit dans l'aviation,. Les radars d'interception aéroporté permettent au pilote, une fois sur la zone désigné de capter la position des avions ennemis.

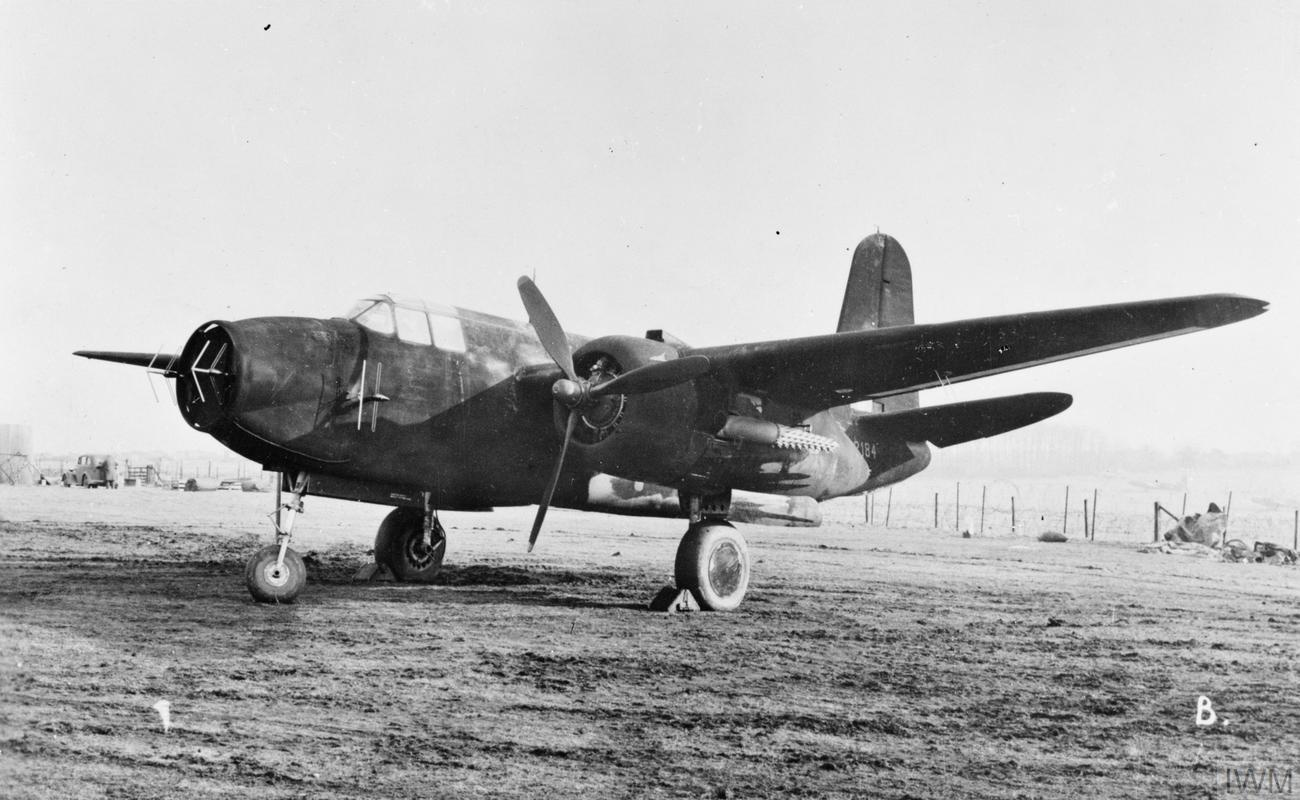
Chasseur nocturne Douglas A-20G Havoc avec lequel Michael et Harry débutent. Il est équipé d'un radar et d'une.

Après leur entrainement, les deux hommes sont intégrés au No. 29 Squadron RAF (en), avant d'être transférés au No. 534 (en) où ils volent sur Douglas A-20 Havoc,. Ces avions sont équipés d'une Turbinlite (en), un puissant projecteur (en) qui permet d'illuminer une cible ennemie, un chasseur Hurricane prenant alors le relais pour l'abattre,. Cette technique n'est néanmoins pas efficace mais permet à Michael et Harry de se former au vol de nuit,.
Nommé le 17 avril 1942 pilot officer, Michael devient flying officer le 17 octobre 1942. Après quinze mois sur Havoc, il est transféré avec Harry et convoie des Beaufighter vers le Moyen-Orient. Ils rejoignent finalement le No. 141 Squadron RAF (en) en 1943. A cette époque, le Bomber Command envoie désormais les chasseurs de nuit combattre directement les chasseurs de nuit ennemis au-dessus de l'Allemagne. 
Leur première victoire aérienne arrive dans la nuit du 3 au 4 juillet 1943. Ils abattent un Me 110 au-dessus d'Aix-la-Chapelle. Néanmoins, ils ne peuvent confirmer la destruction de l'appareil ennemi. Deux semaines plus tard, ils abattent finalement un autre Me 110 au-dessus de Reims et deux Ju 88 en août et septembre 1943. Dans la nuit du 17 août 1943, ils prennent part, au-côté de 596 bombardiers, à l'opération Hydra (en) qui a pour but de détruire les installations de Peenemünde.  
Devant leurs différents succès, ils reçoivent tous deux une Distinguished Flying Cross, Harry en septembre et Michael en novembre 1943 : « En tant qu'observateur, le Flying Officer Allen a effectué de très nombreuses sorties de nuit et a contribué à la destruction de 3 avions ennemis. Cet officier a fait preuve d'une ardeur, d'une compétence et d'une détermination exceptionnelles. »,,. Avec Harry White, ils sont surnommés « The Old Firm » du fait de la longévité du duo, et ce, alors qu'ils ont à peine vingt ans. 
Durant l'hiver, le squadron est équipé de de Havilland Mosquito II et Michael et Harry abattent leur première cible, un Me 109, fin janvier 1944. Durant les mois qui suivent, le duo abat six autres chasseurs de nuit. Ils reçoivent une première barrette pour leur Distinguished Flying Cross le 14 avril 1944,.  
Ils obtiennent leur dernière victoire aérienne dans la nuit du 28 au 29 juillet, en abattant deux Ju 88. Ils comptent douze victoires à leur compteur. Il reçoivent une deuxième barrette le 13 octobre 1944,,. 

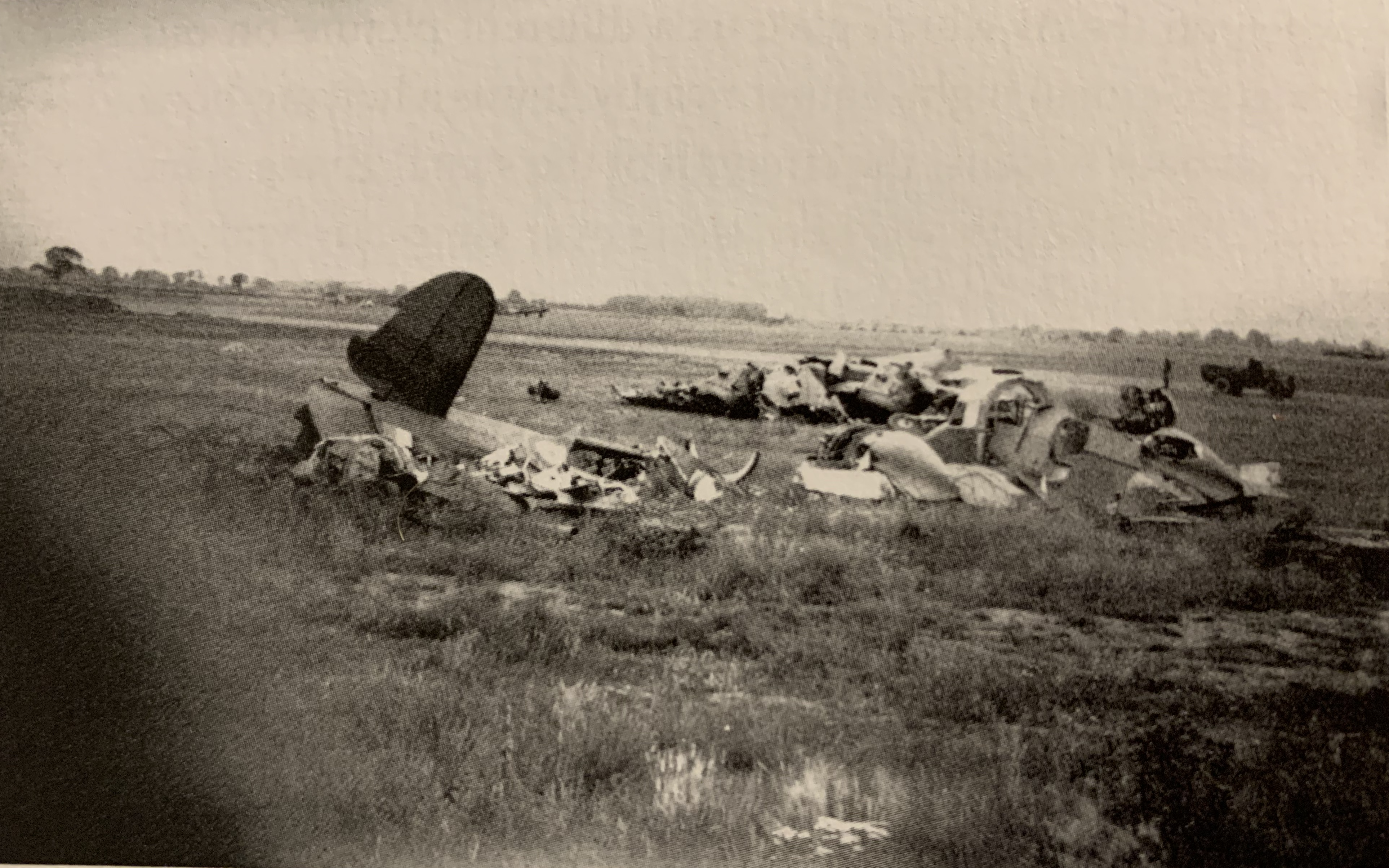
Reste du Mosquito après l'accident au décollage en janvier 1945.

Ils sont transférés au Bomber Support Development Unit à Foulsham à la fin de l'année. En janvier 1945, lors de leur 91e sortie, un des moteurs de leur Mosquito ne démarre pas et leur avion s'écrase au décollage, se désintégrant au sol. Les deux hommes survivent à l'accident mais une des deux jambes de Michael est coincée sous des débris. Harry est prêt à couper la jambe coincé avec une hache mais heureusement des fermiers arrivent sur le lieu de l'accident et arrivent à libérer Michael, juste avant que l'avion ne prenne feu,.

## Après guerre
Michael Allen est démobilisé en 1946. Il gère les ressources humaines de diverses compagnies, d'abord Avro puis Pye Telecommunications, BTR et Rank Hovis,. Il déménage en Afrique du Sud en 1966 où il est président de la branche basée à Pretoria de la South African Air Force Association. Il revient en 1982 en Angleterre et travaille pour l'Officers' Association (en), une organisation caritative pour les anciens combattants,.
Il publie en 1999 le livre Pursuit Through Darkened Skies: An Ace Night-fighter Crew in World War II, où il retrace sa carrière militaire et les vols de nuit durant la Seconde Guerre mondiale,.
Il se marie avec Vivian Hallett en 1949 et ils ont une fille et deux fils,. Ils divorcent en 1977. Michael se remarie la même année avec Pamela Miller. 
Il termine sa vie à Plymouth. Il meurt le 6 juin 2001, à l'âge de 78 ans,.